# 소울라이츠
소울라이츠는 대한민국의 음악 그룹이다. 2008년 EP 《도시의 밤》으로 데뷔했다.

## 방송
- 슈퍼스타K4 (2012) - Top42

## 작곡
- 피엘 <옆> (2021)